# Soglio (Einheit)
Der Soglio war ein italienisches Flüssigkeits- und Weinmaß. Der Geltungsbereich war die Provinz Mantua in der Lombardei.
- 1 Soglio = 60 Boccali = 2756,65 Pariser Kubikzoll[1] = 54,682 Liter[2]

Nach Karl Rumler und anderen Autoren wird das Maß als Foglio mit diesen Werten beschrieben:
- 1 Foglio = 60 Boccali = 54,682 Pinte (gesetzl.) = 38,6409 Mass (österr.)